# Klädstreck

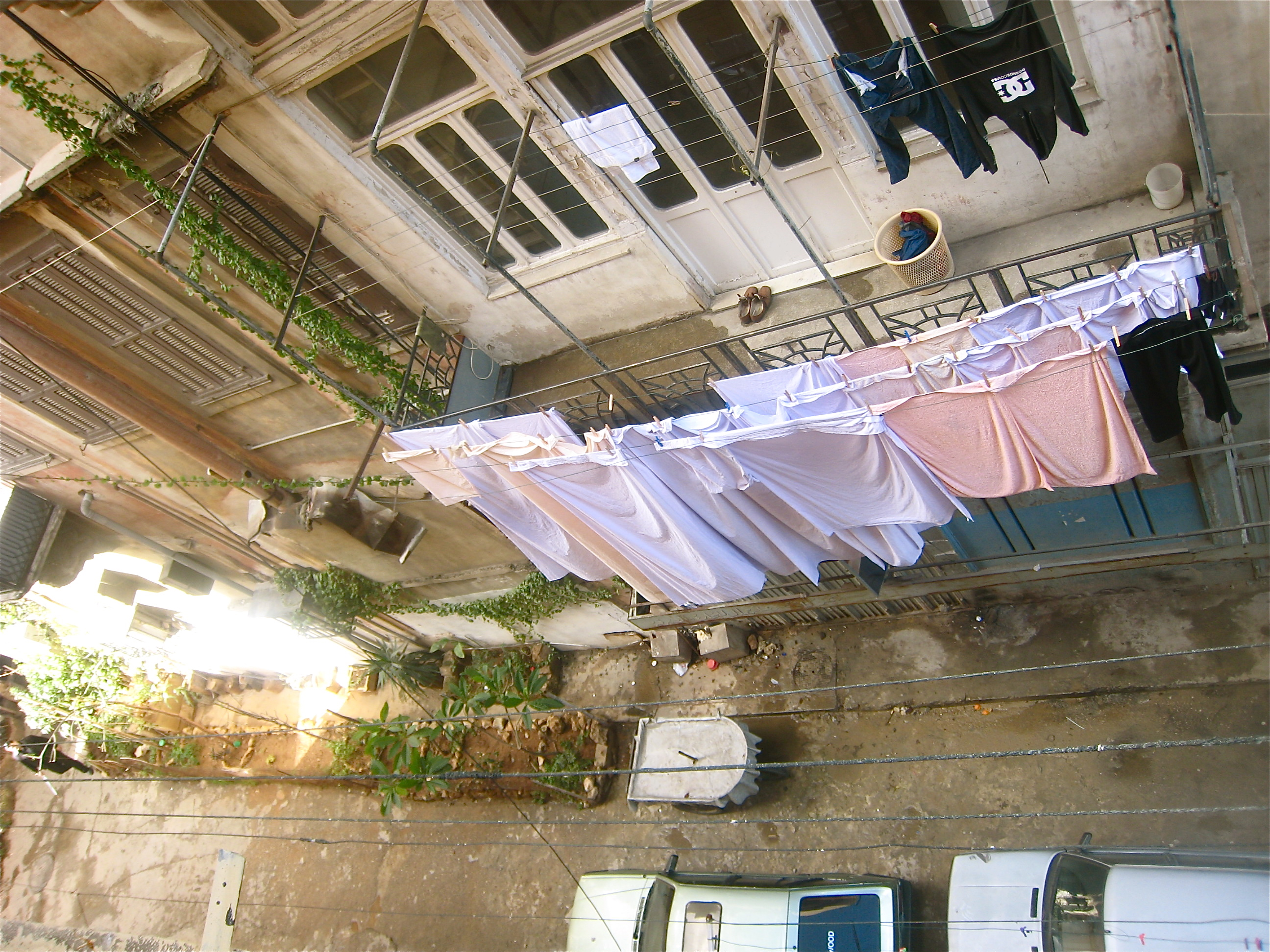
Klädstreck i en smal gränd i Tripoli, i norra Libanon.

Klädstreck är ett uppspänt snöre eller liknande som används för att hänga upp våta, nytvättade kläder på tork. Klädstrecket kallas också torklina, och för de linor som sitter på en ställning säger man torkvinda. Kläderna kan fixeras på linan med hjälp av klädnypor.
Klädstrecket anbringas mellan två vertikala objekt. Särskilt förr brukade klädstrecket hängas upp mellan två träd. Inomhus sker det oftast mellan därför anbringade skruvar i väggar. I medelhavsländer händer det att klädstreck anbringas mellan två närliggande hus, tvärs över en gata.
Då kläder hängs upp för tvätt på ett klädstreck är det lämpligt att bära ett rent förkläde med bröstlapp. Dels kan förklädets fickor användas för att förvara klädnypor och dels smutsas inte den rena tvätten.
Klädstreck är också namnet på en lek där lag tävlar mot varandra om att skapa den längsta sträckan av de kläder som de har på sig.